# Lia Vissi
Olympia (Lia) Vissi (Larnaca, 20 de dezembro de 1955) é uma cantora, compositora e política greco-cipriota, nascida no Chipre, mais notável pela sua participação no Festival Eurovisão da Canção e de ser irmã mais velha da também cantora greco-cipriota Anna Vissi.